# سيمبلفيلد
سيمبلفيلد Simpelveld  بلدية بمقاطعة ليمبورخ، هولندا.

## طوبوغرافيا
خريطة طوبوغرافية هولندية لبلدية سيمبلفيلد، يونيو 2015، (تقرأ بعد ثلاث نقرات على الخريطة)

## أعلام
- كلارا فاي